# 2025년 동계 아시안 게임 베트남 선수단
2025년 동계 아시안 게임 베트남 선수단은 2025년 2월 7일부터 14일까지 중화인민공화국 하얼빈에서 열리는 2025년 동계 아시안 게임에 참가할 예정인 베트남 선수단이다.

## 선수단
아래 표는 종목별, 성별 베트남 대표단 선수 수이다.
| 종목     | 남자 | 여자 | 합계 |
| -------- | ---- | ---- | ---- |
| 쇼트트랙 | 1    | 0    | 1    |
| 합계     | 10   | 10   | 20   |

## 종목별 성적

### 쇼트트랙
남자
- 즈엉쯔엉럽